# Beltrán de Brasil
Beltrán de Orleans-Braganza (en portugués: Bertrand; Bertrand Maria José Pio Januário Miguel Gabriel Rafael Gonzaga de Orléans e Bragança; Mandelieu-la-Napoule, 2 de febrero de 1941) es el actual jefe de la casa imperial de Brasil, sucedió a su hermano Luis Gastón el 15 de julio de 2022, si en el Brasil no hubiera sucedido el golpe militar que condujo a la Proclamación de la República, sería el actual emperador de Brasil. Es primo segundo del rey Felipe VI de España, ambos descienden del príncipe Alfonso de Borbón-Dos Sicilias, conde de Caserta. Sucedió a su hermano Luis Gastón en el reclamo el 15 de julio de 2022. La rama de Vassouras reclama el trono en oposición a la rama de Petrópolis de Orleans-Braganza, encabezada por don Pedro Carlos. Aunque Bertrán y Pedro Carlos fueron y son respectivamente bisnietos de Isabel de Brasil (hija del emperador Pedro II), de la Casa de Braganza, se disputaron el liderazgo de la familia imperial brasileña debido a una disputa dinástica sobre sus padres, que fueron primos. Su heredero es su sobrino el príncipe Rafael de Brasil.

## Biografía

### Primeros años de vida

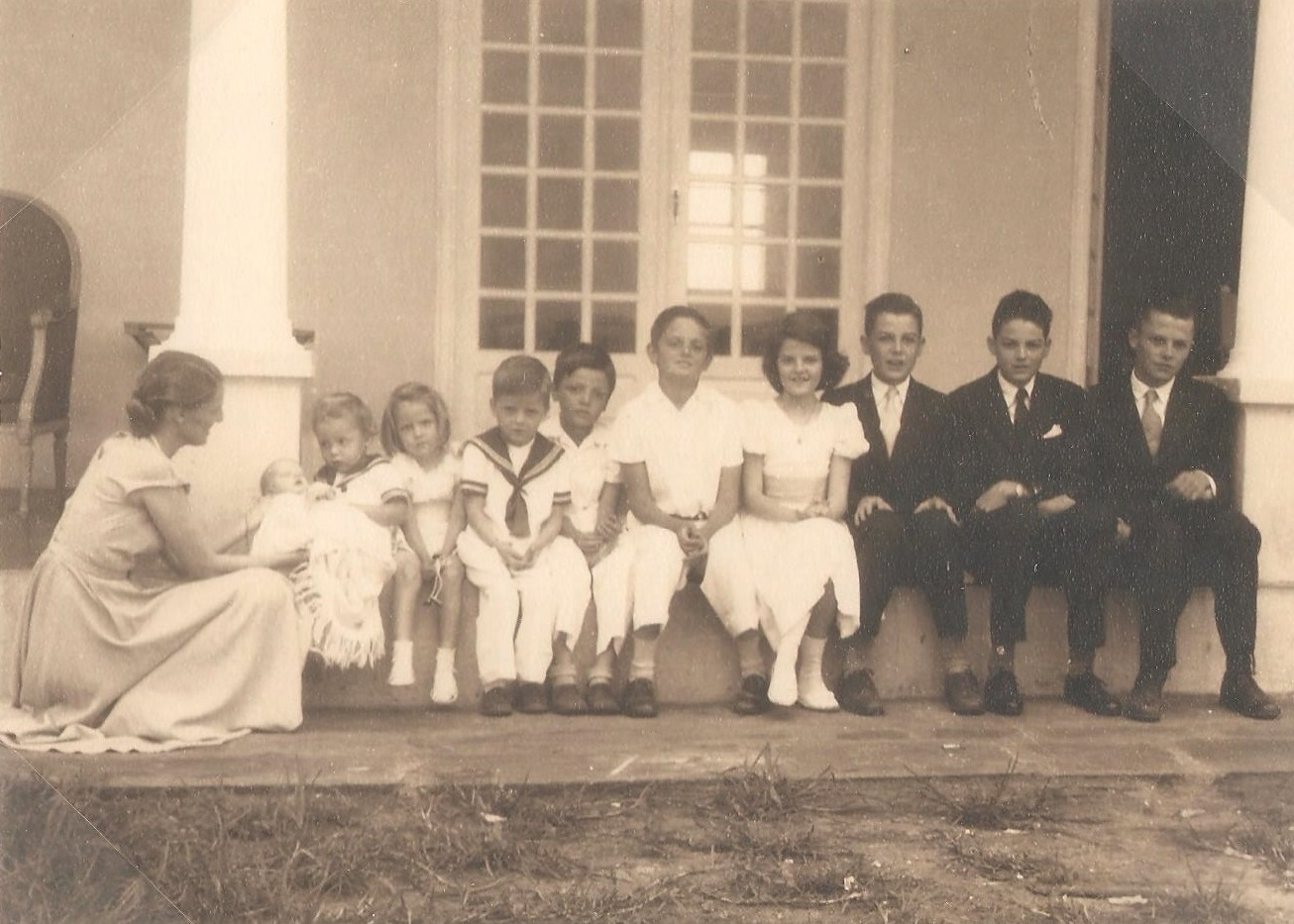
Bertrand (tercero, desde la derecha) con su madre y hermanos en 1957

Tercer hijo de Pedro Henrique de Orléans-Braganza y la princesa María Isabel de Baviera, sus hermanos mayores son, en orden, Luiz de Orléans-Braganza, que pretendía ser el Jefe de la Familia Imperial brasileña hasta 2022 y Eudes María de Brasil, que renunció a sus derechos dinásticos al trono brasileño para casarse con una plebeya.
Al igual que sus dos hermanos mayores, Don Bertrand nació en el sur de Francia en 1941, aunque el exilio impuesto a la familia ya había sido revocado, en 1920, a causa de la Segunda Guerra Mundial. Llegó a Brasil después del final del conflicto.
En Brasil, la familia se instaló primero en el Palacio de Grão-Pará en el estado de Río de Janeiro, donde realizó parte de sus estudios secundarios en el Colegio Jesuita San Ignacio. Más tarde su familia se mudó a Paraná, donde su padre compró una hacienda y Bertrand pasó su infancia. Cuando tenía 18 años, se fue a São Paulo, donde obtuvo la licenciatura en Derecho en la Facultad de Derecho de la Universidad de São Paulo en 1964. Todavía vive en São Paulo, Brasil.

### Educación y creencias
Desde muy joven recibió formación católica, siendo guiado por su padre al gusto por el estudio doctrinal y el análisis de los acontecimientos nacionales e internacionales. Participó con entusiasmo en los bancos académicos de las luchas ideológicas que marcaron Brasil en la primera mitad de los años sesenta. Su formación se completó con frecuentes viajes a Europa, uno de los cuales tuvo lugar durante toda la Primera Sesión del Concilio Vaticano II, cuando tomó estrecho contacto con la intelectualidad católica en Roma para el magno evento. Piloto civil, es reservista de la Fuerza Aérea Brasileña.
Bertrand es católico tradicionalista y miembro de Tradición, Familia y Propiedad,  de inspiración católica tradicionalista, fundada y dirigida por el líder intelectual Plinio Corrêa de Oliveira hasta su muerte. Allí se difunde desde los ideales católico y monárquico, vistos por él como "facetas distintas y armoniosas de un mismo ideal". Su hermano mayor, Luiz, también formaba parte de la organización. Luego de que se produjera una escisión en la entidad, él y su hermano comenzaron a colaborar con miembros vinculados al Instituto Plinio Corrêa de Oliveira (IPCO) ya la Asociación de Fundadores.
Además del portugués, su lengua materna, Bertrand habla francés y español con fluidez.

### Vida posterior
No está casado y no tiene descendencia, por lo que su heredero dinástico es su sobrino, Rafael de Orleans-Braganza, hijo de su hermano Antonio de Orleans-Braganza con una aristócrata belga, la princesa Cristina de Ligne, con descendencia.
Tanto él como su hermano mayor, Luiz, se dedicaron al proselitismo monárquico en Brasil. Ambos protagonizaron la campaña del plebiscito de 1993, que representó la hasta entonces única oportunidad real de retorno de la monarquía desde la proclamación de la república, en 1889. En él, se pedía al pueblo que eligiera qué forma de gobierno (presidencial o parlamentario) y qué forma de organización estatal (república o monarquía constitucional) debería tener Brasil. La causa monárquica no tuvo éxito, recibiendo solo el 13,4% de los votos.

## Roles
En los últimos años, Don Bertrand es coordinador y vocero del movimiento Paz no Campo (Paz en los campos), y ha viajado por todo Brasil dando conferencias a agricultores y empresarios en defensa de la propiedad privada y la libre empresa.
Como activista y vocero de la Casa Imperial Brasileña para la restauración de la monarquía, Bertrand ganó protagonismo en los medios nacionales y, en algunas ocasiones, en los medios internacionales, con el surgimiento y expansión de movimientos monárquicos en todo el país. Participa anualmente en reuniones públicas con monárquicos, además de asistir a otras reuniones y dictar conferencias, a menudo por invitación de instituciones privadas, gobiernos municipales y asambleas legislativas, principalmente para eventos públicos relacionados con el pasado monárquico de Brasil. En 2016 le dio una entrevista a Mariana Godoy en su programa en RedeTV!, ganando notoriedad entre el público en general. El 22 de septiembre de 2017 Bertrand participó en el programa The Noite com Danilo Gentili, actualmente el programa de entrevistas más grande del país, rompiendo el récord de audiencia del programa. Pese a la campaña, políticamente el movimiento monárquico es aún pequeño, con un 11% de apoyo entre la población, según una encuesta.

## Opiniones políticas
Don Bertrand apoya ideas típicamente conservadoras: se opone al matrimonio entre personas del mismo sexo, favorece la ilegalidad del aborto en todos los casos y está en contra de la demarcación de territorio indígena en Brasil. También ha criticado el progresismo del Papa Francisco, aunque sí lo reconoce como Papa legítimo.
Es un negacionista del cambio climático y publicó un libro titulado "Psicose Ambientalista" ("Psicosis ambiental"), que trata de lo que él llama "los bulos creados por ambientalistas radicales y por eco-terroristas".

## Títulos
Los títulos que ostentan los miembros de la Casa de Orleans-Braganza no tienen existencia legal en Brasil y se consideran títulos de cortesía otorgados por el pretendiente al trono:
| ● 2 de febrero de 1941-5 de julio de 1981: | Su alteza real el príncipe Bertrand de Orleans y Braganza, príncipe de Brasil            |
| ● 5 de julio de 1981-15 de julio de 2022:  | Su alteza imperial y real el príncipe imperial de Brasil, príncipe de Orleans-Braganza   |
| ● 15 de julio de 2022-presente:            | Su alteza imperial y real el príncipe Bertrand de Orleans y Braganza, príncipe de Brasil |

## Honores
Como Jefe de la Familia Imperial Brasileña, Bertrand reclama los siguientes cargos:
- Gran Maestre y Soberano de la Orden Imperial de Cristo
- Gran Maestre y Soberano de la Orden Imperial de San Benito de Aviz
- Gran Maestre y Soberano de la Orden Imperial de Santiago de la Espada
- Gran Maestre y Soberano de la Orden de la Cruz del Sur
- Gran Maestre y Soberano de la Orden Imperial del Emperador Pedro I
- Gran Maestre y Soberano de la Orden de la Rosa

Bertrand también ha recibido otros honores:
- Alguacil Gran Cruz de Honor y Devoción de la Orden Soberana y Militar de Malta
- Caballero de la Orden del Santo Sepulcro[14]
- Alguacil Gran Cruz de la Sagrada Orden Militar Constantiniana de San Jorge
- Gran Cruz de la Orden de la Inmaculada Concepción de Vila Viçosa
- Comandante de la Orden del Mérito Militar (Brasil) (2013)[15]
- Medalla de Honor (Clase Especial) de la Asociación de Autarcas Monárquicos de Portugal[16]